# Hszie Su-vej
Hszie Su-vej (egyszerűsített kínai írással: 謝淑薇, pinjin: Xiè Shúwéi, Wade–Giles: Hsieh Suwei; Kaohsziung, 1986. január 4. –) tajvani hivatásos teniszezőnő, párosban világelső és hétszeres Grand Slam-tornagyőztes, vegyes párosban kétszeres Grand Slam-tornagyőztes, olimpikon.
2001-ben kezdte profi pályafutását, három WTA-tornát nyert egyéniben, és 35 alkalommal lett első párosban. Emellett huszonhét egyéni és huszonhárom páros ITF-versenyen szerezte meg a végső győzelmet. Legjobb egyéni világranglista-helyezése a 23. volt, ezt 2013 februárjában érte el, párosban 2014. május 12-én került először a világranglista élére, majd kis megszakítás után 2014. július 9-én ismét. Ekkor összesen hat hétig volt világelső. 2020. február 3-án három hétre, 2020. március 2-ától 2021. február 21-ig 31 hétre, 2021. április 5–május 9. között 4 hétre, majd 2021. szeptember 13-án és október 25-én egy-egy hétig ismét az élre került. Kisebb szünet után 2024. március 18-án ismt ő lett a világelső, ezzel kilenc alkalommal, összesen 48 hétig állt a páros világranglista élén.
A Grand Slam-tornákon egyéniben a legjobb eredményét a 2021-es Australian Openen érte el, ahol a negyeddöntőig jutott. Ezzel ő lett az első tajvani női teniszező, aki Grand Slam-tornán egyéniben a negyeddöntőig jutott. Párosban hétszeres győztes. Peng Suajjal párban megnyerték a 2013-as wimbledoni teniszbajnokságot és a 2014-es Roland Garrost; Barbora Strýcovával párban győztek a 2019-es és a 2023-as wimbledoni teniszbajnokságon. A belga Elise Mertens párjaként szerezte meg a trófeát a 2021-ben Wimbledonban, valamint a 2024-es Australian Openen, és a kínai Vang Hszin-jüvel győzött a 2023-as Roland Garroson. Vegyes párosban a lengyel Jan Zieliński párjaként győzött a 2024-es Australian Openen és a 2024-es wimbledoni teniszbajnokságon.

## Grand Slam döntői

### Páros

#### Győzelmek (7)
| Év   | Bajnokság       | Borítás | Partner          | Ellenfél                                | Eredmény         |
| ---- | --------------- | ------- | ---------------- | --------------------------------------- | ---------------- |
| 2013 | Wimbledon       | Fű      | Peng Suaj        | Ashleigh Barty Casey Dellacqua          | 7–6(1), 6–1      |
| 2014 | Roland Garros   | Salak   | Peng Suaj        | Sara Errani Roberta Vinci               | 6–4, 6–1         |
| 2019 | Wimbledon       | Fű      | Barbora Strýcová | Gabriela Dabrowski Hszü Ji-fan          | 6–2, 6–4         |
| 2021 | Wimbledon       | Fű      | Elise Mertens    | Veronyika Kugyermetova Jelena Vesznyina | 3–6, 7–5, 9–7    |
| 2023 | Roland Garros   | Salak   | Vang Hszin-jü    | Leylah Fernandez Taylor Townsend        | 1–6, 7–6(5), 6–1 |
| 2023 | Wimbledon       | Fű      | Barbora Strýcová | Elise Mertens Storm Hunter              | 7–5, 6–4         |
| 2024 | Australian Open | Kemény  | Elise Mertens    | Ljudmila Kicsenok Jeļena Ostapenko      | 6–1, 7–5         |

#### Elveszített döntői (3)
| Év   | Bajnokság       | Borítás | Partner          | Ellenfél                             | Eredmény         |
| ---- | --------------- | ------- | ---------------- | ------------------------------------ | ---------------- |
| 2020 | Australian Open | Kemény  | Barbora Strýcová | Babos Tímea Kristina Mladenovic      | 2–6, 1–6         |
| 2025 | Australian Open | Kemény  | Jeļena Ostapenko | Kateřina Siniaková Taylor Townsend   | 2–6, 7–6(4), 3–6 |
| 2025 | Wimbledon       | Fű      | Jeļena Ostapenko | Elise Mertens Veronyika Kugyermetova | 6–3, 2–6, 4–6    |

### Vegyes páros

#### Győzelmek (1)
| Év   | Bajnokság       | Borítás | Partner       | Ellenfél                      | Eredmény            |
| ---- | --------------- | ------- | ------------- | ----------------------------- | ------------------- |
| 2024 | Australian Open | Kemény  | Jan Zieliński | Desirae Krawczyk Neal Skupski | 6–7(5), 6–4, [11–9] |

## WTA-döntői

### Egyéni

#### Győzelmei (3)
| Összesítés           |                        |                               |
| Grand Slam-torna (0) |                        |                               |
| Tier I (0)           | Premier Mandatory* (0) | WTA 1000 (kötelező)** (0)     |
| Tier II (0)          | Premier Five* (0)      | WTA 1000 (nem kötelező)** (0) |
| Tier III (0)         | Premier* (0)           | WTA 500** (0)                 |
| Tier IV (0)          | International* (3)     | WTA 250** (0)                 |
| Tier V (0)           | Challenger* (0)        |                               |

- * 2009-től megváltozott a tornák rendszere. Challenger tornákat 2012-től rendeznek. Az egymás mellett azonos színnel jelölt tornatípusok között nincs teljes mértékű megfelelés.
- **2021-től megváltozott a tornák kategóriáinak elnevezése.

| No. | Dátum                | Helyszín                                     | Borítás | Ellenfél a döntőben | Eredmény a döntőben    | Eredmény a döntőben |
| 1.  | 2012. március 4.     | Malaysian Open, Kuala Lumpur                 | Kemény  | Petra Martić        | 2–6, 7–5, 4–1, feladta | (részletek)         |
| 2.  | 2012. szeptember 23. | Guangzhou International Women’s Open, Kanton | Kemény  | Laura Robson        | 6–3, 5–7, 6–4          | (részletek)         |
| 3.  | 2018. szeptember 16. | Japan Women's Open, Hirosima                 | Kemény  | Amanda Anisimova    | 6–2, 6–2               |                     |

#### Elveszített döntői (1)
| No. | Dátum              | Helyszín                      | Borítás | Ellenfél a döntőben | Eredmény a döntőben | Eredmény a döntőben |
| 1.  | 2017. november 12. | Hua Hin Championships, Huahin | Kemény  | Belinda Bencic      | 3–6, 4–6            |                     |

### Páros

#### Győzelmei (35)
| Összesítés           |                        |                               |
| Grand Slam-torna (7) |                        |                               |
| Tier I (0)           | Premier Mandatory* (4) | WTA 1000 (kötelező)** (2)     |
| Tier II (1)          | Premier Five* (7)      | WTA 1000 (nem kötelező)** (0) |
| Tier III (1)         | Premier* (3)           | WTA 500** (0)                 |
| Tier IV (2)          | International* (6)     | WTA 250** (1)                 |
| Tier V (0)           | Challenger* (0)        |                               |
| WTA Finals (1)       |                        |                               |

- * 2009-től megváltozott a tornák rendszere. Az egymás mellett azonos színnel jelölt tornatípusok között nincs teljes mértékű megfelelés.
- **2021-től megváltozott a tornák kategóriáinak elnevezése.

|     | Dátum                | Torna                                                                | Borítás    | Partner             | Ellenfelek a döntőben                   | Eredmény a döntőben    | Eredmény a döntőben |
| 1.  | 2007. szeptember 23. | China Open, Peking, Kína                                             | Kemény     | Csuang Csia-zsung   | Han Hszin-jün Hszü Ji-fan               | 7–6(2), 6–2            |                     |
| 2.  | 2007. szeptember 30. | Hansol Korea Open, Szöul, Dél-Korea                                  | Kemény     | Csuang Csia-zsung   | Eléni Danjilídu Jasmin Wöhr             | 6–2, 6–2               |                     |
| 3.  | 2008. szeptember 14. | Commonwealth Bank Tennis Classic, Bali, Indonézia                    | Kemény     | Peng Suaj           | Marta Domachowska Nagyja Petrova        | 6–7(4), 7–6(3), [10–7] |                     |
| 4.  | 2008. szeptember 28. | Hansol Korea Open, Szöul, Dél-Korea                                  | Kemény     | Csuang Csia-zsung   | Vera Dusevina Marija Kirilenko          | 6–3, 6–0               |                     |
| 5.  | 2009. január 16.     | Medibank International Sydney, Sydney, Ausztrália                    | Kemény     | Peng Suaj           | Nathalie Dechy Casey Dellacqua          | 6–0, 6–1               |                     |
| 6.  | 2009. május 9.       | Internazionali BNL d'Italia, Róma, Olaszország                       | Salak      | Peng Suaj           | Daniela Hantuchová Szugijama Ai         | 7–5, 7–6(5)            |                     |
| 7.  | 2009. október 11.    | China Open, Peking, Kína                                             | Kemény     | Peng Suaj           | Alla Kudrjavceva Jekatyerina Makarova   | 6–3, 6–1               |                     |
| 8.  | 2011. szeptember 24. | Guangzhou International Women’s Open, Kanton, Kína                   | Kemény     | Csng Szaj-szaj      | Csan Csin-vej Han Hszin-jün             | 6–2, 6–1               |                     |
| 9.  | 2012. június 18.     | AEGON Classic, Birmingham, Anglia                                    | Fű         | Babos Tímea         | Liezel Huber Lisa Raymond               | 7–5, 6–7(2), [10–8]    | részletek           |
| 10. | 2013. május 19.      | Internazionali BNL d'Italia, Róma, Olaszország                       | Salak      | Peng Suaj           | Sara Errani Roberta Vinci               | 4–6, 6–3, [10–8]       |                     |
| 11. | 2013. július 6.      | Wimbledoni teniszbajnokság, London, Egyesült Királyság               | Fű         | Peng Suaj           | Ashleigh Barty Casey Dellacqua          | 7–6(1), 6–1            | részletek           |
| 12. | 2013. augusztus 18.  | Western & Southern Open, Cincinnati, Egyesült Államok                | Kemény     | Peng Suaj           | Anna-Lena Grönefeld Květa Peschke       | 2–6, 6–3, [12–10]      |                     |
| 13. | 2013. szeptember 21. | Guangzhou International Women’s Open, Kanton, Kína                   | Kemény     | Peng Suaj           | Vania King Galina Voszkobojeva          | 6–3, 4–6, [12–10]      |                     |
| 14. | 2013. október 27.    | WTA Finals, Isztambul, Törökország                                   | Kemény (f) | Peng Suaj           | Jekatyerina Makarova Jelena Vesznyina   | 6–4, 7–5               |                     |
| 15. | 2014. február 16.    | Qatar Total Open, Doha, Katar                                        | Kemény     | Peng Suaj           | Květa Peschke Katarina Srebotnik        | 6–4, 6–0               |                     |
| 16. | 2014. március 15.    | BNP Paribas Open, Indian Wells, Egyesült Államok                     | Kemény     | Peng Suaj           | Cara Black Szánija Mirza                | 7–6(5), 6–2            |                     |
| 17. | 2014. június 8.      | Roland Garros, Párizs, Franciaország                                 | Salak      | Peng Suaj           | Sara Errani Roberta Vinci               | 6–4, 6–1               | részletek           |
| 18. | 2017. február 26.    | Hungarian Ladies Open, Budapest, Magyarország                        | Kemény (f) | Okszana Kalasnikova | Arina Rodionova Galina Voszkobojeva     | 6–3, 4–6, [10–4]       | részletek           |
| 19. | 2017. április 16.    | Ladies Open Biel Bienne, Biel, Svájc                                 | Kemény (f) | Monica Niculescu    | Bacsinszky Tímea Martina Hingis         | 5–7, 6–3, [10–7]       |                     |
| 20. | 2018. március 17.    | BNP Paribas Open, Indian Wells, USA                                  | Kemény     | Barbora Strýcová    | Jekatyerina Makarova Jelena Vesznyina   | 6–4, 6–4               |                     |
| 21. | 2019. február 23.    | Dubai Duty Free Tennis Championships, Dubaj                          | Kemény     | Barbora Strýcová    | Lucie Hradecká Jekatyerina Makarova     | 6–4, 6–4               |                     |
| 22. | 2019. május 11.      | Mutua Madrid Open, Madrid                                            | Salak      | Barbora Strýcová    | Gabriela Dabrowski Hszü Ji-fan          | 6–3, 6–1               |                     |
| 23. | 2019. június 23.     | Nature Valley Open, Birmingham                                       | Fű         | Barbora Strýcová    | Anna-Lena Grönefeld Demi Schuurs        | 6–4, 6–7(4), [10–8]    |                     |
| 24. | 2019. július 14.     | Wimbledoni teniszbajnokság, London, Egyesült Királyság               | Fű         | Barbora Strýcová    | Gabriela Dabrowski Hszü Ji-fan          | 6–2, 6–4               | részletek           |
| 25. | 2020. január 12.     | Brisbane International, Brisbane, Ausztrália                         | Kemény     | Barbora Strýcová    | Ashleigh Barty Kiki Bertens             | 3–6, 7–6(7), [10–8]    |                     |
| 26. | 2020. február 22.    | Dubai Duty Free Tennis Championships, Dubaj, Egyesült Arab Emírségek | Kemény     | Barbora Strýcová    | Barbora Krejčíková Cseng Szaj-szaj      | 7–5, 3–6, [10–5]       |                     |
| 27. | 2020. február 28.    | Qatar Total Open, Doha, Katar                                        | Kemény     | Barbora Strýcová    | Gabriela Dabrowski Jeļena Ostapenko     | 6-2, 5-7, [10-2]       |                     |
| 28. | 2020. szeptember 20. | Italian Open, Róma, Olaszország                                      | Salak      | Barbora Strýcová    | Anna-Lena Friedsam Raluca Olaru         | 6–2, 6–2               |                     |
| 29. | 2021. július 10.     | Wimbledoni teniszbajnokság, London, Egyesült Királyság               | Fű         | Elise Mertens       | Veronyika Kugyermetova Jelena Vesznyina | 3–6, 7–5, 9–7          | részletek           |
| 30. | 2021. október 16.    | Indian Wells Masters, Indian Wells, Egyesült Államok                 | Kemény     | Elise Mertens       | Veronyika Kugyermetova Jelena Ribakina  | 7–6(1), 6–3            |                     |
| 31. | 2023. június 11.     | Roland Garros, Párizs, Franciaország                                 | Salak      | Vang Hszin-jü       | Leylah Fernandez Taylor Townsend        | 1–6, 7–6(5), 6–1       | részletek           |
| 32. | 2023. július 16.     | Wimbledoni teniszbajnokság, London, Egyesült Királyság               | Fű         | Barbora Strýcová    | Elise Mertens Storm Hunter              | 7–5, 6–4               | részletek           |
| 33. | 2024. január 29.     | Australian Open, Melbourne, Ausztrália                               | Kemény     | Elise Mertens       | Ljudmila Kicsenok Jeļena Ostapenko      | 6–1, 7–5               | részletek           |
| 34. | 2024. március 17.    | Indian Wells Open, Indian Wells, Amerikai Egyesült Államok           | Kemény     | Elise Mertens       | Storm Hunter Kateřina Siniaková         | 6–3, 6–4               |                     |
| 35. | 2024. június 23.     | Birmingham Classic, Birmingham, Egyesült Királyság                   | Fű         | Elise Mertens       | Kato Miju Csang Suaj                    | 6–1, 6–3               |                     |

#### Elveszített döntői (19)
|     | Dátum                | Torna                                                                         | Borítás    | Partner            | Ellenfelek a döntőben                      | Eredmény a döntőben |
| 1.  | 2004. október 3.     | Hansol Korea Open Tennis Championships, Szöul, Dél-Korea                      | Kemény     | Csuang Csia-zsung  | Cho Yoon-jeong Jeon Mi-ra                  | 3–6, 6–1, 5–7       |
| 2.  | 2007. január 6.      | ASB Classic, Auckland, Új-Zéland                                              | Kemény     | Shikha Uberoi      | Janette Husárová Paola Suárez              | 0–6, 2–6            |
| 3.  | 2007. február 18.    | Bangalore Open, Bangalore, India                                              | Kemény     | Alla Kudrjavceva   | Csan Yung-zsan Csuang Csia-zsung           | 7–6(4), 2–6, [9–11] |
| 4.  | 2008. február 10.    | Pattaya Women's Open, Pattaja, Thaiföld                                       | Kemény     | Vania King         | Csan Yung-zsan Csuang Csia-zsung           | 4–6, 3–6            |
| 5.  | 2008, augusztus 17.  | Western & Southern Financial Group Women's Open, Cincinnati, Egyesült Államok | Kemény     | Jaroszlava Svedova | Marija Kirilenko Nagyja Petrova            | 3–6, 6–4, [8–10]    |
| 6.  | 2014. október 26.    | WTA Finals, Singapore, Szingapúr                                              | Kemény (f) | Peng Suaj          | Cara Black Szánija Mirza                   | 1–6, 0–6            |
| 7.  | 2015. február 28.    | Qatar Total Open, Doha, Katar                                                 | Kemény     | Szánija Mirza      | Raquel Kops-Jones Abigail Spears           | 4–6, 4–6            |
| 8.  | 2017. augusztus 19.  | Western & Southern Open, Cincinnati, Egyesült Államok                         | Kemény     | Monica Niculescu   | Csan Jung-zsan Martina Hingis              | 6–4, 4–6, [7–10]    |
| 9.  | 2018. február 24.    | Dubai Duty Free Tennis Championships, Dubaj, Egyesült Arab Emírségek          | Kemény     | Peng Suaj          | Csan Hao-csing Jang Csao-hszüan            | 6–4, 2–6, [6–10]    |
| 10. | 2018. augusztus 25.  | Connecticut Open, New Haven, Amerikai Egyesült Államok                        | Kemény     | Laura Siegemund    | Andrea Sestini Hlaváčková Barbora Strýcová | 4–6, 7–6(7), [4–10] |
| 11. | 2018. szeptember 23. | KDB Korea Open, Szöul                                                         | Kemény     | Hszie Su-jing      | Choi Ji-hee Han Na-lae                     | 3–6, 2–6            |
| 12. | 2019. szeptember 21. | Toray Pan Pacific Open, Oszaka, Japán                                         | Kemény     | Hszie Su-jing      | Csan Hao-csing Latisha Chan                | 5–7, 5–7            |
| 13. | 2019. november 3.    | 2019-es WTA Finals, Sencsen, Kína                                             | Kemény (f) | Barbora Strýcová   | Babos Tímea Kristina Mladenovic            | 1–6, 3–6            |
| 14. | 2020. január 31.     | 2020-as Australian Open, Melbourne, Ausztrália                                | Kemény     | Barbora Strýcová   | Babos Tímea Kristina Mladenovic            | 2–6, 1–6            |
| 15. | 2021. november 17.   | 2021-es WTA Finals, Guadalajara, Mexikó                                       | Kemény (f) | Elise Mertens      | Barbora Krejčíková Kateřina Siniaková      | 3–6, 4–6            |
| 16. | 2025. január 26.     | 2025-ös Australian Open, Melbourne, Ausztrália                                | Kemény     | Jeļena Ostapenko   | Kateřina Siniaková Taylor Townsend         | 2–6, 7–6(4), 3–6    |
| 17. | 2025. február 22.    | Dubai Tennis Championships, Dubaj, Egyesült Arab Emírségek                    | Kemény     | Jeļena Ostapenko   | Kateřina Siniaková Taylor Townsend         | 6–7(5), 4–6         |
| 18. | 2025. június 29.     | Eastbourne International, Eastbourne, Egyesült Királyság                      | Fű         | Maya Joint         | Marie Bouzková Anna Danilina               | 4–6, 5–7            |
| 19. | 2025. július 13.     | 2025-ös wimbledoni teniszbajnokság, London, Egyesült Királyság                | Fű         | Jeļena Ostapenko   | Veronyika Kugyermetova Elise Mertens       | 6–3, 2–6, 4–6       |

## ITF döntői

### Egyéni (27–4)
| Díjazás        |
| -------------- |
| $100,000 torna |
| $75,000 torna  |
| $50,000 torna  |
| $25,000 torna  |
| $15,000 torna  |
| $10,000 torna  |

| Eredmény | No. | Dátum                | Torna                            | Borítás    | Ellenfél                | Eredmény            |
| -------- | --- | -------------------- | -------------------------------- | ---------- | ----------------------- | ------------------- |
| Győztes  | 1.  | 2001. február 4.     | Wellington, Új-Zéland            | Kemény     | Shelley Stephens        | 6–2, 6–4            |
| Győztes  | 2.  | 2001. március 18.    | Kaohsziung,Tajvan                | Kemény     | Csuang Csia-zsung       | 6–4, 3–6, 6–3       |
| Győztes  | 3.  | 2001. augusztus 12.  | Bangkok, Thaiföld                | Kemény     | Angelique Widjaja       | 7–6(4), 6–2         |
| Győztes  | 4.  | 2001. augusztus 19.  | Bangkok, Thaiföld                | Kemény     | Napaporn Tongsalee      | 6–3, 6–2            |
| Győztes  | 5.  | 2001. szeptember 16. | Peachtree City, Egyesült Államok | Kemény     | Marie-Eve Pelletier     | 6–4, 3–6, 6–4       |
| Győztes  | 6.  | 2003. szeptember 21. | Japán Circuit, Japán             | Kemény (f) | Ryoko Takemura          | 6–3, 6–2            |
| Döntős   | 1.  | 2004. május 30-      | Szöul, Dél-Korea                 | Kemény     | Kim Jin-hee             | 2–6, 4–6            |
| Győztes  | 7.  | 2005. június 5.      | Gunma, Japán                     | Szőnyeg    | Seiko Okamoto           | 6–1, 6–2            |
| Győztes  | 8.  | 2005. június 11.     | Szöul, Dél-Korea                 | Kemény     | Kim Jin-hee             | 6–2, 2–6, 6–3       |
| Győztes  | 9.  | 2005. június 19.     | Incshon, Dél-Korea               | Kemény     | Yoo Mi                  | 6–1, 6–2            |
| Győztes  | 10. | 2005. július 24.     | Kurume, Japán                    | Fű         | Erika Takao             | 6–2, 6–3            |
| Győztes  | 11. | 2006. november 5.    | Sutama, Japán                    | Salak      | Csuang Csia-zsung       | 6–4, 6–3            |
| Döntős   | 2.  | 2006. november 19.   | Kaohsziung, Tajvan               | Kemény     | Csan Jung-zsan          | 7–5, 6–7(6), 0–6    |
| Győztes  | 12. | 2007. március 25.    | Redding, Egyesült Államok        | Kemény     | Jekatyerina Afinogenova | 6–3, 6–7(4), 7–6(5) |
| Győztes  | 13. | 2007. május 13.      | Gimcheon, Dél-Korea              | Kemény     | Csan Csin-vej           | 6–2, 6–4            |
| Győztes  | 14. | 2008. április 27.    | Incshon, Dél-Korea               | Kemény     | Hszie Jen-cö            | 6–1, 6–1            |
| Győztes  | 15. | 2008. szeptember 6.  | Tsukuba, Japán                   | Kemény     | Hszie Jen-cö            | 4–6, 6–3, 6–0       |
| Győztes  | 16. | 2008. október 19.    | Makinohara, Japán                | Szőnyeg    | Akiko Yonemura          | 6–1, 3–6, 6–3       |
| Győztes  | 17. | 2009. szeptember 26. | Makinohara, Japán                | Szőnyeg    | Doi Miszaki             | 2–6, 7–5, 7–6(4)    |
| Győztes  | 18. | 2011. február 27.    | Mildura, Ausztrália              | Fű         | Katie O’Brien           | 6–1, 6–2            |
| Döntős   | 3.  | 2011. július 30.     | Fergana, Üzbegisztán             | Kemény     | Ayu Fani Damayanti      | 3–6, 4–6            |
| Győztes  | 19. | 2011. augusztus 7.   | Peking, Kína                     | Kemény     | Nara Kurumi             | 6–2, 6–2            |
| Győztes  | 20. | 2011. október 23.    | Szöul, Dél-Korea                 | Kemény     | Yurika Sema             | 6–1, 6–0            |
| Győztes  | 21. | 2012. április 15.    | Wenshan, Kína                    | Kemény     | Cseng Szaj-szaj         | 6–3, 6–3            |
| Győztes  | 22. | 2012. szeptember 15. | Ningbo, Kína                     | Kemény     | Csang Suaj              | 6–2, 6–2            |
| Győztes  | 23. | 2012. október 14.    | Szucsou, Kína                    | Kemény     | Tuan Jing-jing          | 6–2, 6–2            |
| Győztes  | 24. | 2015. április 26.    | Sencsen, Kína                    | Kemény     | Jang Csao-hszüan        | 6–2, 6–2            |
| Győztes  | 25. | 2015. május 3.       | Nanning, Kína                    | Kemény     | Jang Su-jeong           | 6–2, 6–3            |
| Győztes  | 26. | 2015. november 1.    | Nanking, Kína                    | Kemény     | Julija Putyinceva       | 7–6(5), 2–6, 6–2    |
| Döntős   | 4.  | 2016. június 5.      | Marseille, Franciaország         | Salak      | Danka Kovinić           | 2–6, 3–6            |
| Győztes  | 27. | 2016. december 18.   | Dubaj, Egyesült Arab Emírségek   | Kemény     | Natalja Vihljanceva     | 6–2, 6–2            |

### Páros (23-15)
| $100,000 torna |
| $75,000 torna  |
| $50,000 torna  |
| $25,000 torna  |
| $10,000 torna  |

| Eredmény | No. | Dátum                | Torna                                | Borítás     | Partner             | Ellenfelek a döntőben                  | Eredmény            |
| Döntős   | 1.  | 2001. január 29.     | Wellington, Új-Zéland                | Kemény      | Annette Kolb        | Donna Mc Intyre Shelley Stephens       | 5–7, 6–0, 2–6       |
| Győztes  | 1.  | 2001. augusztus 5.   | Bangkok, Thaiföld                    | Kemény      | Csan Csin-vej       | Chae Kyung-yee Kim Jin-hee             | 6-1 6-3             |
| Győztes  | 2.  | 2002. április 21.    | Gunma, Japán                         | Szőnyeg     | Csan Csin-vej       | Kumiko Iijima Mari Inoue               | 6-0 6-1             |
| Döntős   | 2.  | 2002. április 21.    | Szöul, Dél-Korea                     | Kemény      | Csan Csin-vej       | Choi Jin-young Kim Mi-ok               | 2-6, 6-7(4)         |
| Döntős   | 3.  | 2003. augusztus 25.  | Szaitama, Japán                      | Kemény      | Mari Inoue          | Chang Kyung-mi Ryoko Takemura          | 2-6, 2-6            |
| Döntős   | 4.  | 2003. augusztus 25.  | Fukuoka, Japán                       | Kemény      | Mari Inoue          | Tomoko Taira Mayumi Yamamoto           | 1-6, 4-6            |
| Döntős   | 5.  | 2003. szeptember 15. | Kyoto, Japán                         | Szőnyeg (f) | Mari Inoue          | Chang Kyung-mi Ryoko Takemura          | 5-7, 5-7            |
| Győztes  | 3.  | 2004. június 21.     | Incshon, Dél-Korea                   | Kemény      | Csan Csin-vej       | Choi Jin-young Kim Mi-ok               | 6-2 6-0             |
| Győztes  | 4.  | 2004. augusztus 23.  | Új-Delhi, India                      | Kemény      | Csuang Csia-zsung   | Akgul Amanmuradova Szánija Mirza       | 7-6 (8) 6-4         |
| Döntős   | 6.  | 2004. október 19.    | Haibara, Japán                       | Szőnyeg     | Csuang Csia-zsung   | Csan Csin-vej Csan Jung-zsan           | 6-7(5), 6-4, 6-7(3) |
| Döntős   | 7.  | 2004. október 26.    | Sencsen, Kína                        | Kemény      | Csuang Csia-zsung   | Jen Ce Cseng Csie                      | 3-6 1-6             |
| Döntős   | 8.  | 2004. november 22.   | Mount Gambier, Ausztrália            | Kemény      | Ryōko Fuda          | Csan Csin-vej Csan Jung-zsan           | 3-6, 7-5, 5-7       |
| Győztes  | 5.  | 2005. február 21.    | Tajpej, Tajvan                       | Kemény      | Csuang Csia-zsung   | Ryōko Fuda Seiko Okamoto               | 6-3 6-2             |
| Döntős   | 9.  | 2005. május 16.      | Changwon, Dél-Korea                  | Kemény      | Csan Csin-vej       | Csuang Csia-zsung Seiko Okamoto        | 2-6 5-7             |
| Győztes  | 6.  | 2005. május 31.      | Gunma, Japán                         | Kemény      | Csan Csin-vej       | Ayami Takase Mayumi Yamamoto           | 6-2 1-1 ret.        |
| Győztes  | 7.  | 2005. június 6.      | Szöul, Dél-Korea                     | Kemény      | Csan Csin-vej       | Maki Arai Lee Eun-jeong                | 6-2 6-1             |
| Győztes  | 8.  | 2005. június 13.     | Incshon, Dél-Korea                   | Kemény      | Csan Csin-vej       | Choi Jin-young Lee Ye-ra               | 6-2 7-6(4)          |
| Győztes  | 9.  | 2005. július 19.     | Kurume, Japán                        | Szőnyeg     | Csan Csin-vej       | Morita Ajumi Erika Sema                | 6-4 6-3             |
| Győztes  | 10. | 2005. november 5.    | Sencsen, Kína                        | Kemény      | Jen Ce              | Csan Csin-vej Hsu Wen-hsin             | 6-0 6-2             |
| Győztes  | 11. | 2005. november 29.   | Palm Beach Gardens, Egyesült Államok | Salak       | Csan Csin-vej       | Olga Vymetálková Kateřina Böhmová      | 7-6(2), 7-5         |
| Győztes  | 12. | 2006. május 2.       | Gifu, Japán                          | Szőnyeg     | Csan Csin-vej       | Csan Jung-zsan Csuang Csia-zsung       | 7-6(5), 3-6, 7-5    |
| Döntős   | 10. | 2006. június 5.      | Surbiton, Egyesült Királyság         | Fű          | Tamarine Tanasugarn | Casey Dellacqua Trudi Musgrave         | 3-6 3-6             |
| Győztes  | 13. | 2006. október 22.    | Makinohara, Japán                    | Szőnyeg     | Kumiko Iijima       | Keiko Taguchi Kim Hea-mi               | 6-3, 4-6, 6-0       |
| Győztes  | 14. | 2006. október 29.    | Hamanako, Japán                      | Szőnyeg     | Csuang Csia-zsung   | Maki Arai Seiko Okamoto                | 7-6(2), 7-5         |
| Győztes  | 15. | 2006. november 6.    | Sencsen, Kína                        | Kemény      | Alla Kudrjavceva    | Akgul Amanmuradova Iroda To’laganova   | 2-0 ret.            |
| Döntős   | 11. | 2006. november 14.   | Kaohsziung, Tajvan                   | Kemény      | Csan Csin-vej       | Csan Jung-zsan Csuang Csia-zsung       | 6-7(1), 1-6         |
| Győztes  | 16. | 2007. március 13.    | Orange, Egyesült Államok             | Salak       | Jorgelina Cravero   | Csan Csin-vej Tetyjana Luzsanszka      | 6-3, 6-1            |
| Döntős   | 12. | 2007. március 20.    | Redding, Egyesült Államok            | Kemény      | Jorgelina Cravero   | Csan Csin-vej Julie Ditty              | 3-6, 2-6            |
| Győztes  | 17. | 2007. május 7.       | Gimcheon, Dél-Korea                  | Kemény      | Csan Csin-vej       | Tetyjana Luzsanszka Romana Tedjakusuma | 7-5 6-4             |
| Döntős   | 13. | 2007. október 29.    | Taojüan, Tajvan                      | Kemény      | Hszie Su-jing       | Csan Hao-csing Csan Jung-zsan          | 1–6, 6–2, [12–14]   |
| Győztes  | 18. | 2008. május 18.      | Saint-Gaudens, Franciaország         | Salak       | Marie-Ève Pelletier | Aurélie Védy Chanelle Scheepers        | 6–4, 6–0            |
| Győztes  | 19. | 2008. október 20.    | Tajpej, Tajvan                       | Szőnyeg (f) | Csuang Csia-zsung   | Hsu Wen-hsin Hwang I-hsuan             | 6–3, 6–3            |
| Döntős   | 14. | 2010. november 1.    | Tajpej, Tajvan                       | Szőnyeg (f) | Szánija Mirza       | Csang Kaj-csen Csuang Csia-zsung       | 4–6, 2–6            |
| Győztes  | 20. | 2012- április 9.     | Wenshan, Kína                        | Kemény      | Hszie Su-jing       | Liu Van-ting Hszü Ji-fan               | 6–3, 6–2            |
| Győztes  | 21. | 2016. május 30.      | Marseille, Franciaország             | Salak       | Nicole Melichar     | Jana Čepelová Lourdes Domínguez Lino   | 1–6, 6–3, [10–3]    |
| Győztes  | 22. | 2016. október 8.     | Porto, Portugália                    | Salak       | Hszie Su-jing       | Francisca Jorge Rita Vilaça            | 6–3, 6–4            |
| Döntős   | 15. | 2016. december 18.   | Dubaj, Egyesült Arab Emírségek       | Kemény      | Valerija Szavinih   | Mandy Minella Nina Stojanović          | 3–6, 6–3, [4–10]    |
| Győztes  | 23. | 2017. május 8.       | Cagnes-sur-Mer, Franciaország        | Salak       | Csang Kaj-csen      | Raluca Olaru Renata Voráčová           | 7–5, 6–1            |

## Eredményei Grand Slam-tornákon

### Egyéniben
| Grand Slam | Australian Open | Australian Open      | Roland Garros  | Roland Garros    | Wimbledon      | Wimbledon          | US Open        | US Open            |
| Év         | Eredmény        | Utolsó ellenfél      | Eredmény       | Utolsó ellenfél  | Eredmény       | Utolsó ellenfél    | Eredmény       | Utolsó ellenfél    |
| 2002       | Selejtező (Q2)  | Selejtező (Q2)       | Selejtező (Q3) | Selejtező (Q3)   | Selejtező (Q2) | Selejtező (Q2)     | Selejtező (Q1) | Selejtező (Q1)     |
| 2003       | –               | –                    | –              | –                | –              | –                  | –              | –                  |
| 2004       | –               | –                    | –              | –                | –              | –                  | –              | –                  |
| 2005       | –               | –                    | –              | –                | –              | –                  | 1. kör         | Katarina Srebotnik |
| 2006       | Selejtező (Q3)  | Selejtező (Q3)       | 1. kör         | M Johansson      | 1. kör         | A Medina Garrigues | Selejtező (Q3) | Selejtező (Q3)     |
| 2007       | Selejtező (Q2)  | Selejtező (Q2)       | 1. kör         | Gisela Dulko     | 1. kör         | Tatiana Golovin    | Selejtező (Q3) | Selejtező (Q3)     |
| 2008       | 4. kör          | Justine Henin        | 1. kör         | N Jakimava       | 1. kör         | Gyinara Szafina    | 2. kör         | Nagyja Petrova     |
| 2009       | 1. kör          | Csan Jung-zsan       | Selejtező (Q1) | Selejtező (Q1)   | –              | –                  | Selejtező (Q1) | Selejtező (Q1)     |
| 2010       | –               | –                    | –              | –                | –              | –                  | –              | –                  |
| 2011       | –               | –                    | –              | –                | –              | –                  | –              | –                  |
| 2012       | Selejtező (Q2)  | Selejtező (Q2)       | 1. kör         | Flavia Pennetta  | 3. kör         | M Sarapova         | 1. kör         | M Rybáriková       |
| 2013       | 2. kör          | Sz Kuznyecova        | 1. kör         | M Sarapova       | 2. kör         | Alizé Cornet       | 2. kör         | Camila Giorgi      |
| 2014       | 1. kör          | B Záhlavová-Strýcová | Selejtező (Q1) | Selejtező (Q1)   | 1. kör         | Tereza Smitková    | Selejtező (Q1) | Selejtező (Q1)     |
| 2015       | Selejtező (Q1)  | Selejtező (Q1)       | Selejtező (Q1) | Selejtező (Q1)   | 2. kör         | Lucie Šafářová     | Selejtező (Q2) | Selejtező (Q2)     |
| 2016       | 2. kör          | Serena Williams      | 2. kör         | Petra Kvitová    | 1. kör         | A Pavljucsenkova   | 1. kör         | K Bondarenko       |
| 2017       | 2. kör          | Dominika Cibulková   | 3. kör         | Caroline Garcia  | 1. kör         | Konta Johanna      | Selejtező (Q3) | Selejtező (Q3)     |
| 2018       | 4. kör          | Angelique Kerber     | 1. kör         | Rebecca Peterson | 4. kör         | Dominika Cibulková | 2. kör         | Dominika Cibulková |
| 2019       | 3. kör          | Ószaka Naomi         | 2. kör         | Andrea Petković  | 3. kör         | Karolína Plíšková  | 2. kör         | Karolína Muchová   |
| 2020       | 1. kör          | Julija Putyinceva    | 2. kör         | Iga Świątek      | elmaradt       | elmaradt           | –              | –                  |
| 2021       | Negyeddöntő     | Ószaka Naomi         | 1. kör         | Vang Csiang      | 1. kör         | Iga Świątek        | 2. kör         | S Sorribes Tormo   |
| 2022       | –               | –                    | –              | –                | –              | –                  | –              | –                  |
| 2023       | –               | –                    | –              | –                | Selejtező (Q3) | Selejtező (Q3)     |                |                    |

### Párosban
| Grand Slam | Australian Open               | Australian Open                       | Roland Garros               | Roland Garros                          | Wimbledon                   | Wimbledon                             | US Open                     | US Open                            |
| Év         | Eredmény Partner              | Utolsó ellenfél                       | Eredmény Partner            | Utolsó ellenfél                        | Eredmény Partner            | Utolsó ellenfél                       | Eredmény Partner            | Utolsó ellenfél                    |
| 2005       | 1. kör Okamuto Kumiko         | Bryanne Stewart Samantha Stosur       | –                           | –                                      | –                           | –                                     | –                           | –                                  |
| 2006       | 2. kör T Tanasugarn           | Shinobu Asagoe K Srebotnik            | –                           | –                                      | 1. kör Csan Csin-vej        | Anastasia Rodionova Andreea Vanc      | –                           | –                                  |
| 2007       | 1. kör Li Ting                | Eléni Danjilídu Jasmin Wöhr           | 2. kör Shenay Perry         | N Llagostera Vives MJ Martínez Sánchez | 1. kör A Kudrjavceva        | V Azaranka A Csakvetadze              | 1. kör A Kudrjavceva        | T Pucsak T Tanasugarn              |
| 2008       | 2. kör A Kudrjavceva          | Nicole Vaidišová B Záhlavová-Strýcová | 1. kör Vania King           | Séverine Beltrame Mathilde Johansson   | 1. kör Mashona Washington   | J Svedova T Tanasugarn                | 1. kör Fudzsivara Rika      | A Medina Garrigues V Ruano Pascual |
| 2009       | Negyeddöntő Peng Suaj         | Serena Williams                       | Elődöntő Peng Suaj          | V Azaranka J Vesznyina                 | 1. kör Peng Suaj            | Sorana Cîrstea Caroline Wozniacki     | 2. kör Peng Suaj            | Alexa Glatch Carly Gullickson      |
| 2010       | 3. kör Peng Suaj              | Gisela Dulko Flavia Pennetta          | 1. kör Eléni Danjilídu      | Petra Kvitová Stefanie Vögele          | 3. kör A Kudrjavceva        | Liezel Huber B Mattek-Sands           | 2. kör Peng Suaj            | Bacsinszky Tímea Tathiana Garbin   |
| 2011       | Negyeddöntő Csuang Csia-zsung | V Azaranka M Kirilenko                | 1. kör Coco Vandeweghe      | Gisela Dulko Flavia Pennetta           | 1. kör Csuang Csia-zsung    | Sorana Cîrstea Morita Ajumi           | 3. kör G Voszkobojeva       | Květa Peschke K Srebotnik          |
| 2012       | 2. kör G Voszkobojeva         | Petra Martić K Mladenovic             | 2. kör Babos Tímea          | Sara Errani Roberta Vinci              | 3. kör Sabine Lisicki       | Flavia Pennetta F Schiavone           | Elődöntő A Medina Garrigues | Andrea Hlaváčková Lucie Hradecká   |
| 2013       | 3. kör Peng Suaj              | Sara Errani Roberta Vinci             | 2. kör Peng Suaj            | Okszana Kalasnikova Alicja Rosolska    | Győzelem Peng Suaj          | Ashleigh Barty Casey Dellacqua        | Negyeddöntő Peng Suaj       | Szánija Mirza Cseng Csie           |
| 2014       | 2. kör Peng Suaj              | Szánija Mirza S Soler Espinosa        | Győzelem Peng Suaj          | Sara Errani Roberta Vinci              | 3. kör Peng Suaj            | Babos Tímea K Mladenovic              | 3. kör Peng Suaj            | Krumm Date K B Záhlavová-Strýcová  |
| 2015       | 2. kör Peng Suaj              | Gabriela Dabrowski Alicja Rosolska    | Negyeddöntő Flavia Pennetta | Andrea Hlaváčková Lucie Hradecká       | Negyeddöntő Flavia Pennetta | Babos Tímea Kristina Mladenovic       | 2. kör Anastasia Rodionova  | A-L Grönefeld Coco Vandeweghe      |
| 2016       | 3. kör O Kalasnikova          | Hszü Ji-fan Cseng Szaj-szaj           | 1. kör Csuang Csia-zsung    | Barbora Krejčíková Kateřina Siniaková  | 1. kör Nicole Melichar      | Peng Suaj Csang Suaj                  | −                           | −                                  |
| 2017       | −                             | −                                     | 2. kör Jana Čepelová        | Sz Kuznyecova Kristina Mladenovic      | 1. kör Barbora Krejčíková   | Julia Görges Barbora Strýcová         | 3. kör Monica Niculescu     | Babos Tímea Andrea Hlaváčková      |
| 2018       | Elődöntő Peng Suaj            | Babos Tímea Kristina Mladenovic       | 1. kör Andrea Petković      | Csan Hao-csing Jang Csao-hszüan        | 3. kör Lucie Hradecká       | Barbora Krejčíková Kateřina Siniaková | 3. kör A Szabalenka         | Elise Mertens Demi Schuurs         |
| 2019       | 2. kör Abigail Spears         | Samantha Stosur Csang Suaj            | 3. kör Barbora Strýcová     | Ljudmila Kicsenok Jeļena Ostapenko     | Győzelem Barbora Strýcová   | Gabriela Dabrowski Hszü Ji-fan        | 3. kör Barbora Strýcová     | Ljudmila Kicsenok Jeļena Ostapenko |
| 2020       | Döntő Barbora Strýcová        | Babos Tímea Kristina Mladenovic       | 3. kör Barbora Strýcová     | Alexa Guarachi Desirae Krawczyk        | elmaradt                    | elmaradt                              | –                           | –                                  |
| 2021       | 2. kör Barbora Strýcová       | Darija Jurak Nina Stojanović          | 3. kör Elise Mertens        | B Mattek-Sands Iga Świątek             | Győzelem Elise Mertens      | V Kugyermetova Jelena Vesznyina       | Negyeddöntő Elise Mertens   | Cori Gauff Catherine McNally       |
| 2022       | –                             | –                                     | –                           | –                                      | –                           | –                                     | –                           | –                                  |
| 2023       | –                             | –                                     | Győzelem Vang Hszin-jü      | Leylah Fernandez Taylor Townsend       | Győzelem Barbora Strýcová   | Elise Mertens Storm Hunter            | Elődöntő Vang Hszin-jü      | Gabriela Dabrowski Erin Routliffe  |
| 2024       | Győzelem Elise Mertens        | Ljudmila Kicsenok Jeļena Ostapenko    | 2. kör Elise Mertens        | Emma Navarro Gyiana Snajgyer           | Elődöntő Elise Mertens      | Kateřina Siniaková Taylor Townsend    | 1. kör Elise Mertens        | Kristina Mladenovic Csang Suaj     |
| 2025       | Döntő Jeļena Ostapenko        | Kateřina Siniaková Taylor Townsend    | 2. kör Jeļena Ostapenko     | Kamilla Rahimova Anna Sisková          | Döntő Jeļena Ostapenko      | [[V Kugyermetova]] Elise Mertens      |                             |                                    |

## Év végi világranglista-helyezései
| Év     | 2001 | 2002 | 2003 | 2004 | 2005 | 2006 | 2007 | 2008 | 2009 | 2010 | 2011 | 2012 | 2013 | 2014 | 2015 | 2016 | 2017 | 2018 | 2019 | 2020 | 2021 | 2022 | 2023 | 2024 |
| Egyéni | 165. | 262. | 653. | 426. | 154. | 140. | 143. | 79.  | 318. | 361. | 172. | 25.  | 85.  | 144. | 107. | 97.  | 96.  | 28.  | 32.  | 67.  | 106. | –    | 703. | 909. |
| Páros  | 513. | 199. | 523. | 166. | 135. | 102. | 46.  | 53.  | 9.   | 46.  | 35.  | 25.  | 3.   | 5.   | 26.  | 96.  | 32.  | 17.  | 4.   | 1.   | 3.   | –    | 6.   | 7.   |